# Indocalamus latifolius
Indocalamus latifolius là một loài thực vật có hoa trong họ Hòa thảo. Loài này được (Keng) McClure mô tả khoa học đầu tiên năm 1941.

## Hình ảnh

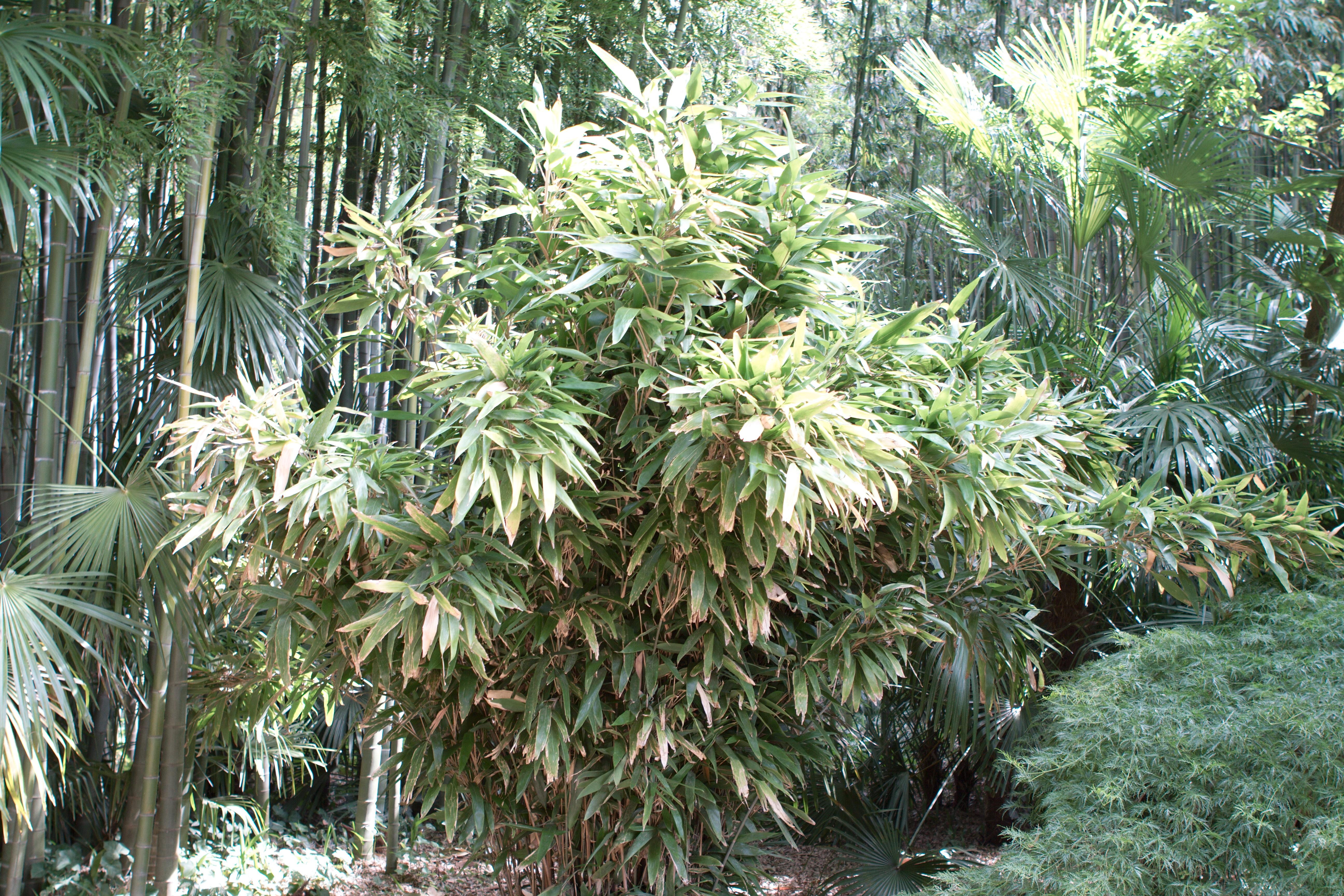